# Ukrajinská katolická univerzita
Ukrajinská katolická univerzita ((ukrajinsky) Український католицький університет) je soukromá vysoká škola, zřízená Ukrajinskou řeckokatolickou církví. Je to první katolická univerzita, zřízená na území bývalého Sovětského svazu a první univerzita, zřízená východní katolickou čírkví ve slovanském kulturním prostoru.

## Historie
V letech 1928-1929 založil lvovský metropolita Andrej Šeptyckyj ve Lvově Řeckokatolickou teologickou akademii, jejímž prvním rektorem se stal Josip Slipyj. Akademie byla zavřena v roce 1944, Slipyj, který se mezitím stal hlavou řeckokatolické ukrajinské církve, byl poslán do Gulagu. Až po jeho příchodu do Říma v roce 1963 byla na okraji Říma založena Ukrajinská katolická univerzita sv. Klimenta, která byla chápána jako obnovená lvovská teologická akademie. Po roce 1992 se na popud tehdejší hlavy řečkokatolické církve, kardinála Ljubačivského začalo s obnovou lvovské bohoslovecké akademie, jež započala svou činnost v roce 1994. V roce 1998 také dostala uznání Kongregace pro katolickou výchovu. Při návštěvě papeže Jana Pavla II. ve Lvově byl v roce 2001 posvěcen základní kámen Ukrajinské katolické univerzity, která byla slavnostně inaugurována dne 29. června 2002.

## Seznam rektorů Ukrajinské katolické univerzity (od r. 2002)
- 2002 - 2012 Boris Andrij Gudziak
- od 2012 Bogdan Prach

## Struktura Ukrajinské katolické univerzity
Univerzita je rozdělena na dvě fakulty, filosoficko-teologickou a humanitní. Působí na ní devět výzkumných institutů.